# Robecco sul Naviglio
Robecco sul Naviglio (AFI: /roˈbekko su ‘l naˈviʎʎo/; Robecch o Robecch sul Nivirij in dialetto milanese, Rubecch o Rubecch in sul Nivirij in dialetto locale AFI: [ruˈbɛk (syl niˈviːrij)]) è un comune italiano di 6 770 abitanti della città metropolitana di Milano in Lombardia.
Il comune di Robecco sul Naviglio è situato a circa 25 chilometri ad ovest del capoluogo lombardo, a breve distanza dal fiume Ticino e dal confine con la Regione Piemonte. Confina a nord con il comune di Magenta, a est con il comune di Corbetta, a sud con i comuni di Cassinetta di Lugagnano e Abbiategrasso, a ovest con il comune di Cerano in provincia di Novara. Oltre al capoluogo vi sono 4 frazioni e precisamente: Casterno a ovest, Cascinazza a sud-ovest, Castellazzo de' Barzi (ove si trova un pregevole palazzo settecentesco presso il quale soggiornò lo scrittore Alessandro Manzoni) a est, Carpenzago a nord-ovest.

## Geografia fisica

### Territorio
Il territorio comunale ha forma allungata e confina a nord con Magenta, a est con Corbetta, a sud con Abbiategrasso ed a ovest col fiume Ticino e col Piemonte.
Robecco sul Naviglio è attraversato dalla strada statale 526 dell'Esticino, che collega Magenta con Abbiategrasso e Pavia, e dista circa 25 chilometri ad ovest dal capoluogo lombardo.

### Geologia e idrografia
Il territorio è generalmente pianeggiante con piccoli dislivelli e leggere ondulazioni ad ovest in corrispondenza della vallata del fiume Ticino; l'altitudine media è di 128 m s.l.m. Due corsi d'acqua attraversano il territorio comunale: il fiume Ticino e le sue numerose sorgenti a ovest e il Naviglio Grande in corrispondenza del centro abitato.

### Sismologia
Dal punto di vista sismico Robecco sul Naviglio presenta un rischio molto basso ed è stata classificata come il comune zona 4 (bassa sismicità) dalla protezione civile nazionale.

### Clima
La temperatura non si allontana molto da quella media della pianura Padana; i venti prevalenti soffiano da nord a nordovest.

## Storia

### Dalle origini al medioevo

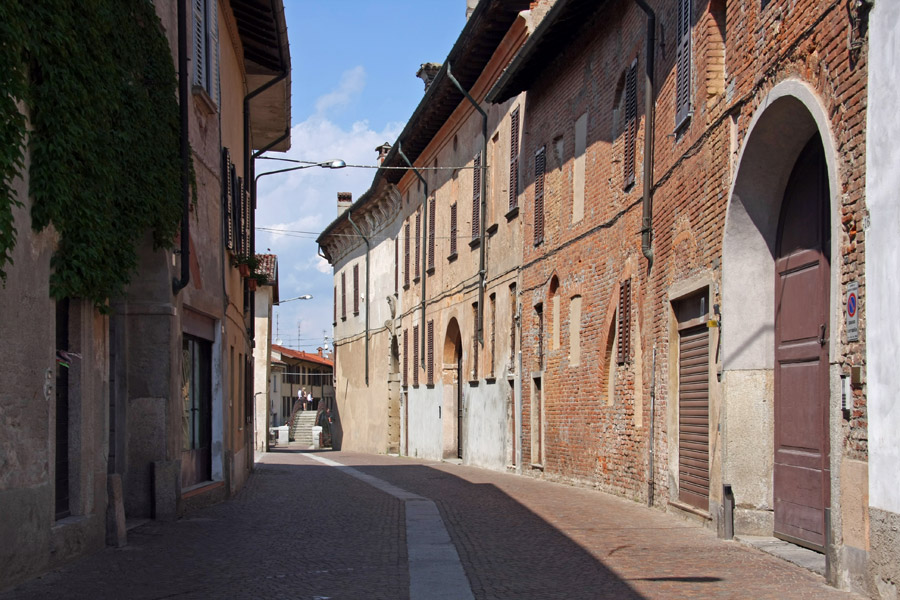
Scorcio del centro storico del paese

Il primo insediamento nel territorio di Robecco sul Naviglio sorse nell'attuale località di Casterno, più a sud dell'odierno centro storico cittadino, verso il Ticino, e si identificava con un accampamento militare romano per il controllo del fiume e dei suoi guadi. L'abitato di Robecco, in realtà, si sviluppò in maniera più decisa a partire dall'escavazione del Naviglio Grande alla fine del XII secolo, anche se ancora a metà del Duecento quando l'imperatore Federico II, tentando l'assalto a Milano, diede ordine di abbattere le fortificazioni presenti a Casterno dal momento che nell'abitato di Robecco esse erano completamente assenti.

### Dal Cinquecento alla fine del Settecento
A partire dal XVI secolo, Robecco conobbe un vero e proprio periodo di splendore, coincidente col fatto che alcune tra le famiglie nobili milanesi di maggior rilievo scelsero questa e altre aree attigue per acquistare terreni dove costruire le loro residenze di campagna, investendo notevoli somme in vaste proprietà e latifondi molto redditizi. I Pietrasanta, i Barzi, i Casati, gli Archinto ed i Borromeo furono tra i primi a concorrere in questi acquisiti, avviando tra l'altro la costruzione delle splendide ville gentilizie lungo il Naviglio che ancora oggi si possono ammirare.
Sempre nel corso del Cinquecento, rimarchevole fu l'operato della figura di san Carlo Borromeo che, come arcivescovo di Milano, più volte si recò in visita nella Pieve di Corbetta ed a Robecco stessa (si ricordi l'oratorio di San Carlo nella frazione di Castellazzo de' Barzi) che in più occasioni si preoccupò anche di mediare alle diatribe tra i nobili locali come nel caso dello scoppio della peste del 1576 che vide l'abitato robecchese suddiviso in due differenti amministrazioni a causa delle disposizioni volute dal governatore spagnolo marchese d'Ayamonte che aveva predisposto poco prima che la divisione territoriale tra Milano (zona interessata dal contagio) e la zona pavese (area ritenuta ancora salubre) dovesse essere marcata dal corso del Naviglio Grande per maggiore sicurezza. Nel 1786 il comune di Robecco fu inserito nella provincia di Pavia.

### Dall'epoca napoleonica ad oggi

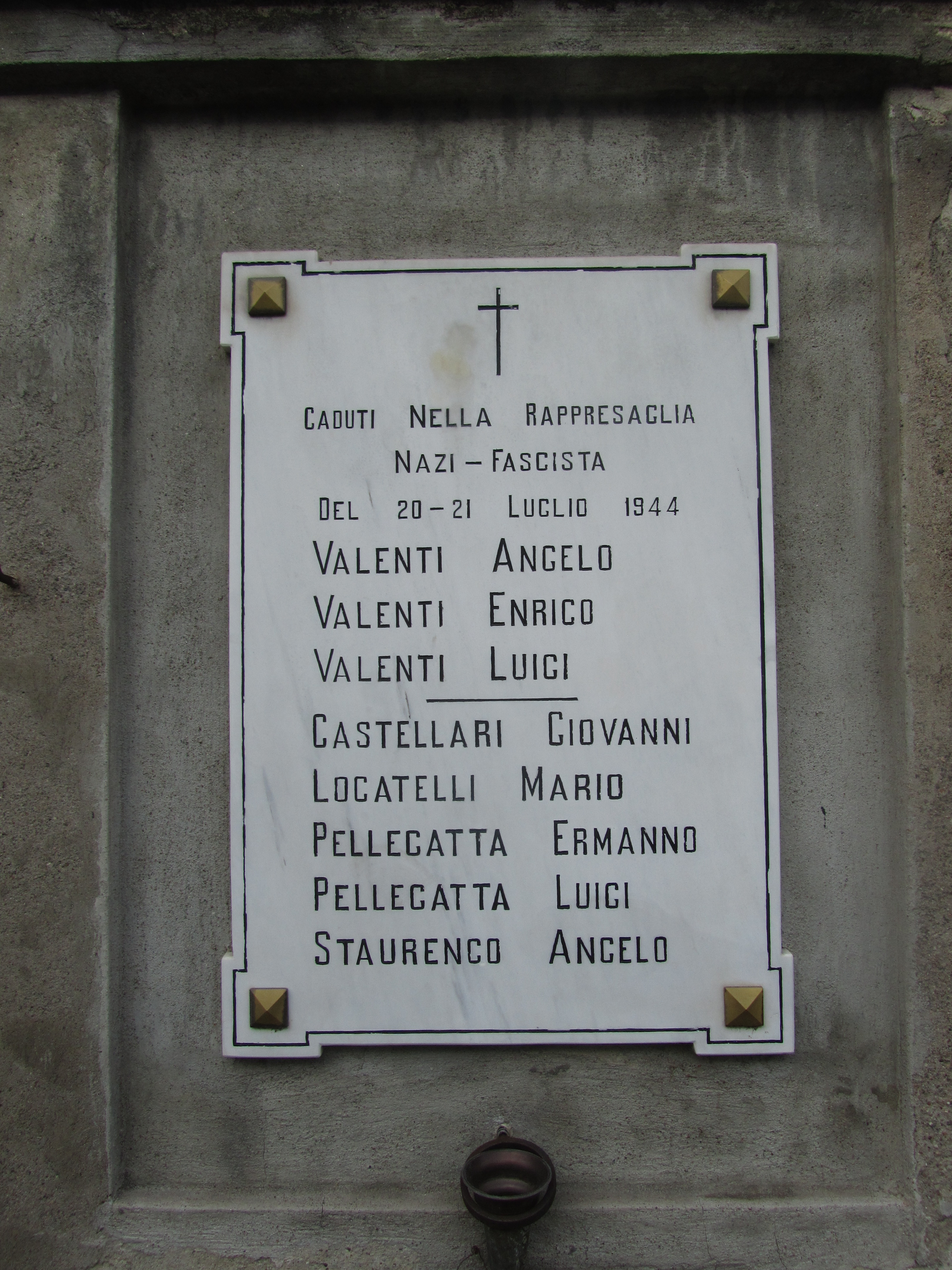
La lapide che ricorda i robecchesi morti nella strage del 20 luglio 1944

Durante l'età napoleonica il comune si ingrandì temporaneamente annettendo Lugagnano e Castellazzo de' Barzi: per quanto riguarda il secondo borgo, l'unione fu resa poi definitiva nel 1870.
Durante la seconda guerra mondiale il borgo di Robecco fu centro di un'attesa resistenza alle forze nazifasciste tanto che tra il 20 ed il 21 luglio del 1944 otto cittadini robecchesi vennero barbaramente fucilati dai nazifascisti per rappresaglia, altri cinquantotto furono deportati nei campi di prigionia in Germania e, tra questi, nove morirono per gli stenti e le violenze subite. Si contarono anche notevoli danni ad alcune abitazioni come nel cado della cascina Chiappana alla periferia del paese che venne data alle fiamme.
In tempi più recenti, il borgo è comparso nel film L'albero degli zoccoli del 1978 del regista Ermanno Olmi con una notevole ripresa di diverse abitazioni lungo il Naviglio Grande e la maestosa facciata di Villa Gaia.

### Simboli
La descrizione araldica dello stemma è la seguente:
La descrizione araldica del gonfalone, che non risulta avere concessione formale, è la seguente:
Lo stemma venne concesso al comune di Robecco sul Naviglio con regio decreto del 15 maggio 1930. Lo stemma ha una origine prettamente storica anche se slegata dal territorio: esso riprende con minime variazioni quello della famiglia medievale da Robeco che pure non ebbero mai feudi in loco.

## Monumenti e luoghi d'interesse

### Architetture religiose

#### Chiesa Parrocchiale di San Giovanni Battista

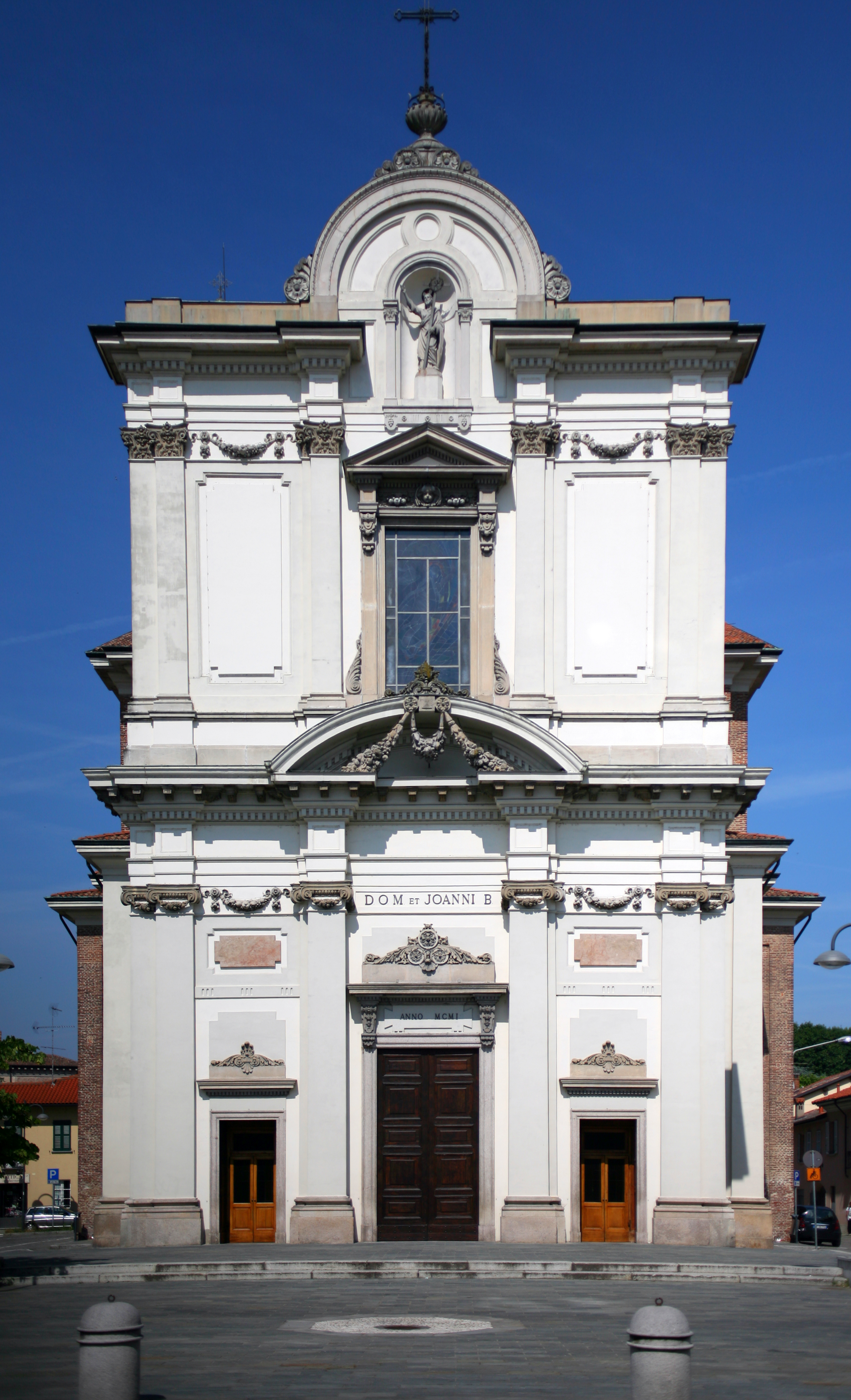
La chiesa di San Giovanni Battista

L'attuale chiesa parrocchiale, dedicata a san Giovanni Battista, fu edificata nella seconda metà del XVIII secolo e terminata attorno al 1790. Sostituì la precedente, di cui sopravvivono i resti all'interno del cortile denominato "gèsa vègia", edificata nella seconda metà del Quattrocento e delocalizzata lungo la strada per Casterno. L'attuale edificio, costruito su disegno dell'architetto milanese Francesco Bernardino Ferrari fu elevato inizialmente su impianto a croce greca e rimase incompleto sino alla fine del XIX secolo, quando si decise di realizzarne la facciata e, contestualmente, di allungarne di due terzi la navata, trasformando la pianta in croce latina. Il disegno della nuova facciata venne affidato all'architetto milanese Alfonso Parrocchetti e compiuto nel 1901. La chiesa venne definitivamente consacrata nell'anno 1902. Risalgono agli anni '80 del secolo scorso gli interventi di ristrutturazione e adeguamento liturgico dettati dall'introduzione della nuova liturgia.
All'interno si trovano alcune tele tra cui alcune ascrivibili alla scuola di Camillo Procaccini una crocefissione di Simone Peterzano, oltre a due angeli di Andrea Appiani presso il crocifisso dell'altare maggiore, realizzati alla fine del XVIII secolo, ovvero quando il pittore milanese stava lavorando ad alcuni affreschi nella vicina Villa Gaia.
Il Crocifisso posto nell'altare laterale destro è databile tra la fine del XV e l'inizio del XVI secolo e ornava in precedenza l'interno della chiesa di Santa Maria della Scala, demolita per la costruzione del famoso teatro a Milano nel 1774.
L'organo, posto in controfacciata sopra la bussola di ingresso è pregevole opera di Cesare e Giovanni Bernasconi risalente al 1902. Lo strumento, restaurato nel 2010, incorpora un cospicuo numero di canne che appartenevano al precedente organo costruito da Eugenio Biroldi nel 1790.

#### Chiesa di Santa Maria della Rosa

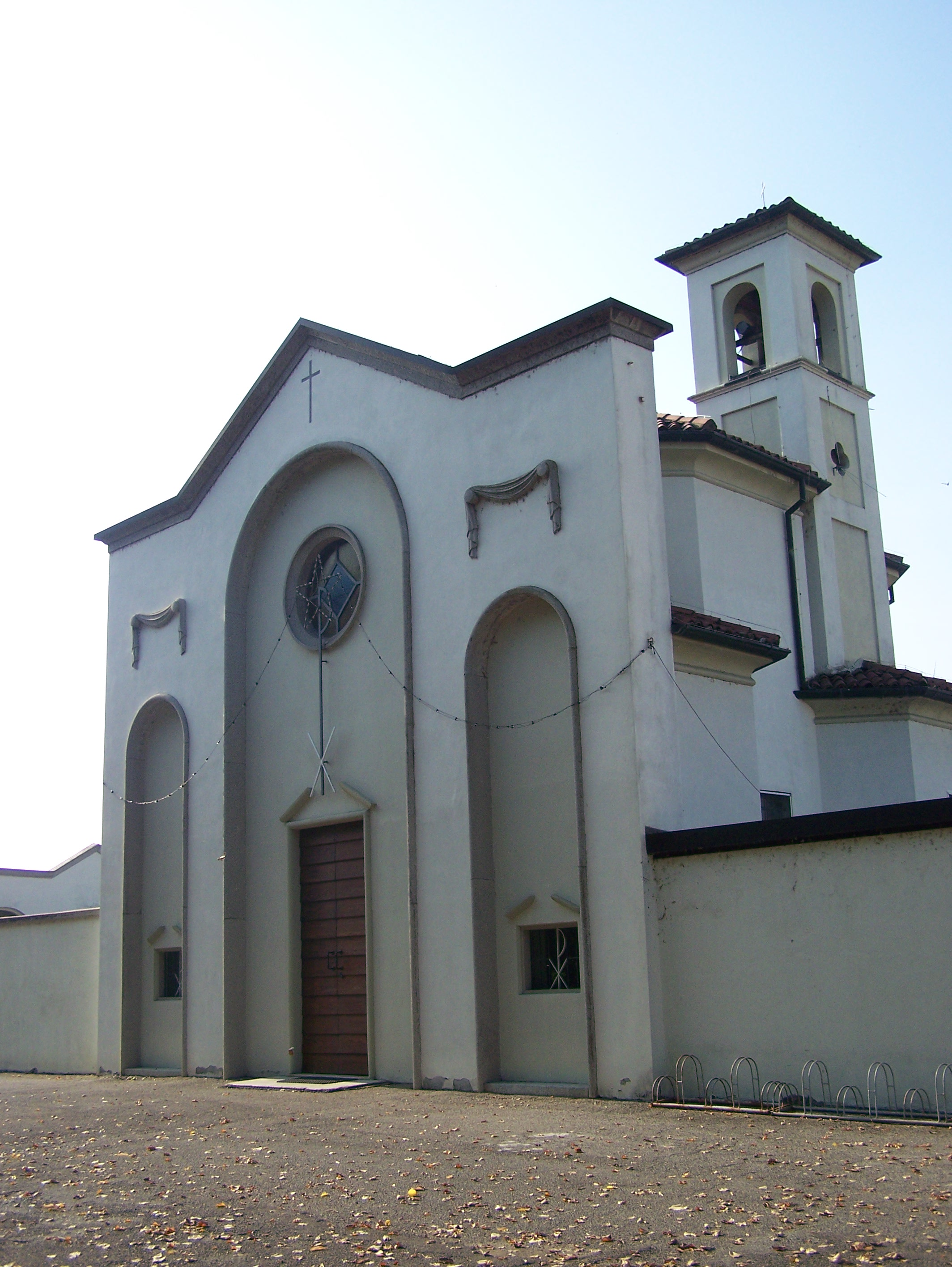
La chiesa di Santa Maria della Rosa

La chiesa di Santa Maria della Rosa si trova posta esternamente al territorio comunale di Robecco sul Naviglio. Essa è infatti adiacente al camposanto cittadino che si trova eretto fuori dagli antichi confini dell'abitato.
La struttura ha origini piuttosto antiche e venne probabilmente eretta dopo la peste manzoniana del 1630, divenendo presto un luogo di culto di notevole portata nell'area, grazie ad un dipinto miracoloso conservato al suo interno che raffigura appunto la figura della Vergine che tiene una rosa tra le mani: ella era invocata in periodi di particolare difficoltà quali guerre ed epidemie, giungendo sino ad essere invocata contro la siccità.
Un tempo, per la sua particolare posizione, la chiesa era la sede prediletta per la celebrazione dei riti funebri della comunità di Robecco, usanza che però col tempo è caduta pressoché in disuso e oggi la cappella è utilizzata molto raramente.

#### Chiesa di San Francesco

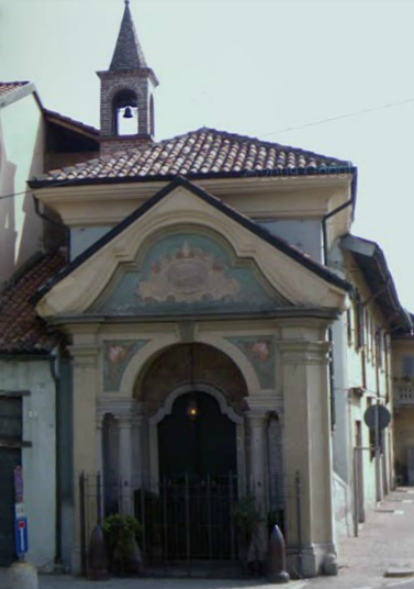
La cappella di San Maiolo

La piccola chiesa di San Francesco ha origini antichissime e gli ultimi rilievi su di essa hanno consentito di datarne le fondazioni al XIV secolo.
Essa è posta in un luogo altrettanto ricco di storia, addossata a quello che doveva essere l'antico castello robecchese, nei pressi di Villa Gromo di Ternengo il che ha fatto ritenere che essa potesse aver svolto anche il ruolo di cappella gentilizia.
Alla sua edificazione, si sa che essa dipendeva dalla chiesa parrocchiale di Sant'Andrea di Casterno, passando successivamente alla gestione della chiesa di San Giovanni Battista quando questa ottenne la dignità parrocchiale indipendente.

#### Cappella di San Maiolo
La cappella di San Maiolo, ubicata nella piazza principale, di fianco alla chiesa parrocchiale, è stata edificata per commemorare i defunti della prima guerra mondiale. Lo stile dell'edificio religioso è tipicamente eclettico, affrescato in alcune parti con motivi strutturali e cartigli, oltre che con la grande pala d'altare raffigurante San Maiolo abate. La parte interna è divisa dall'esterno tramite un arco con cancelletto in ferro battuto.

### Architetture civili

#### Villa Gaia

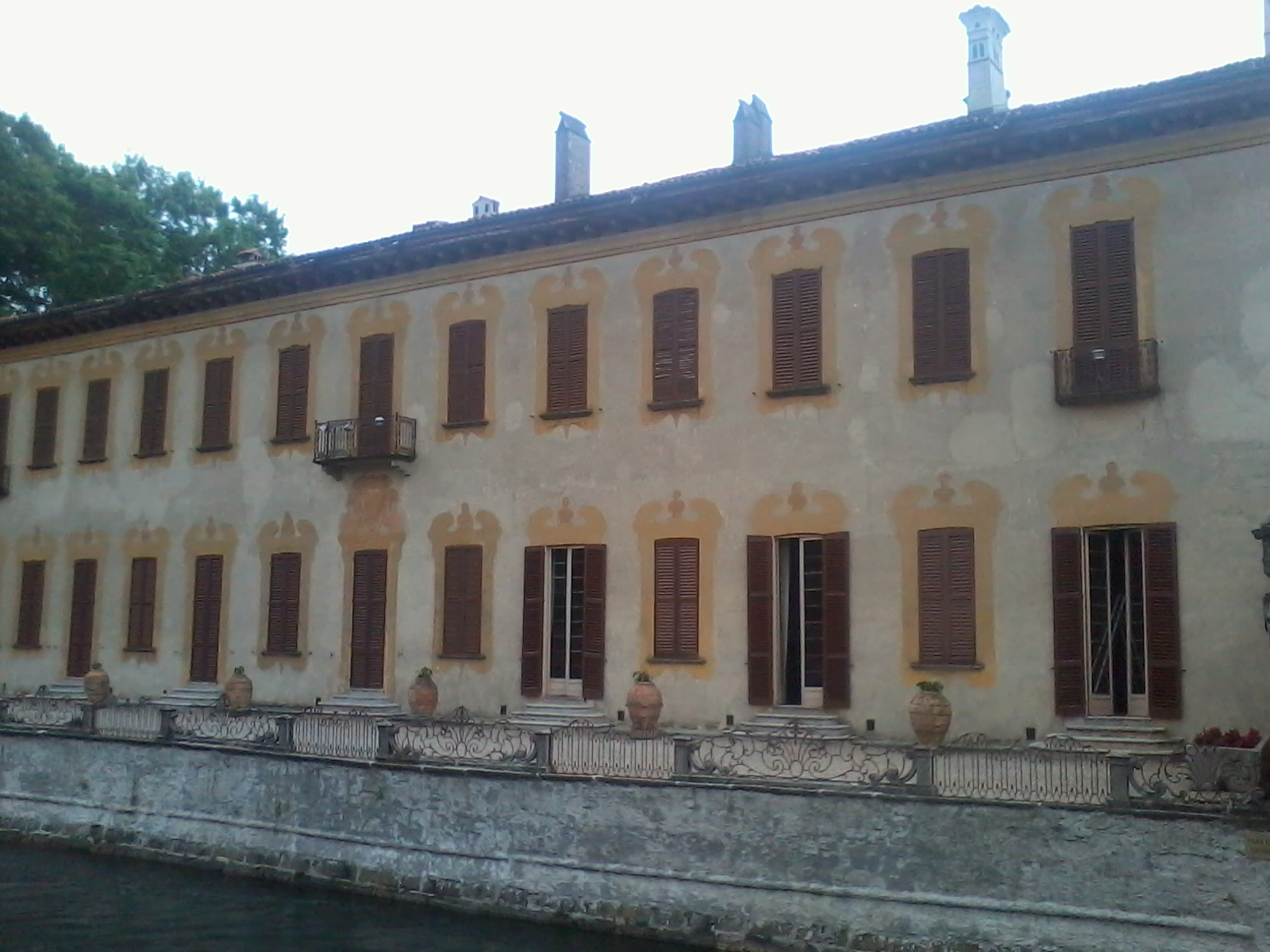
Villa Gaia, la facciata verso il Naviglio

Villa Borromeo Visconti Biglia Confalonieri Gandini, o più semplicemente Villa Gaia, è la più grande delle ville integralmente conservatesi nel borgo di Robecco sul Naviglio.
Il curioso nome di "Villa Gaia" le pervenne già dalla fine del Quattrocento in quanto corte di divertimenti di Ludovico il Moro, la costruzione è originaria del XIV secolo. Nel tempo appartenne ai conti Giovanni e Vitaliano Borromeo e, tra gli altri, ai Biglia e ai Confalonieri, divenendo residenza estiva di Federico Confalonieri.
Villa di campagna (fu tra le prime del Naviglio Grande) ricalca lo schema del castello o dei palazzi cittadini con asse di simmetria zenitale e corpi di fabbrica disposti a coronamento di tre cortili leggermente irregolari.

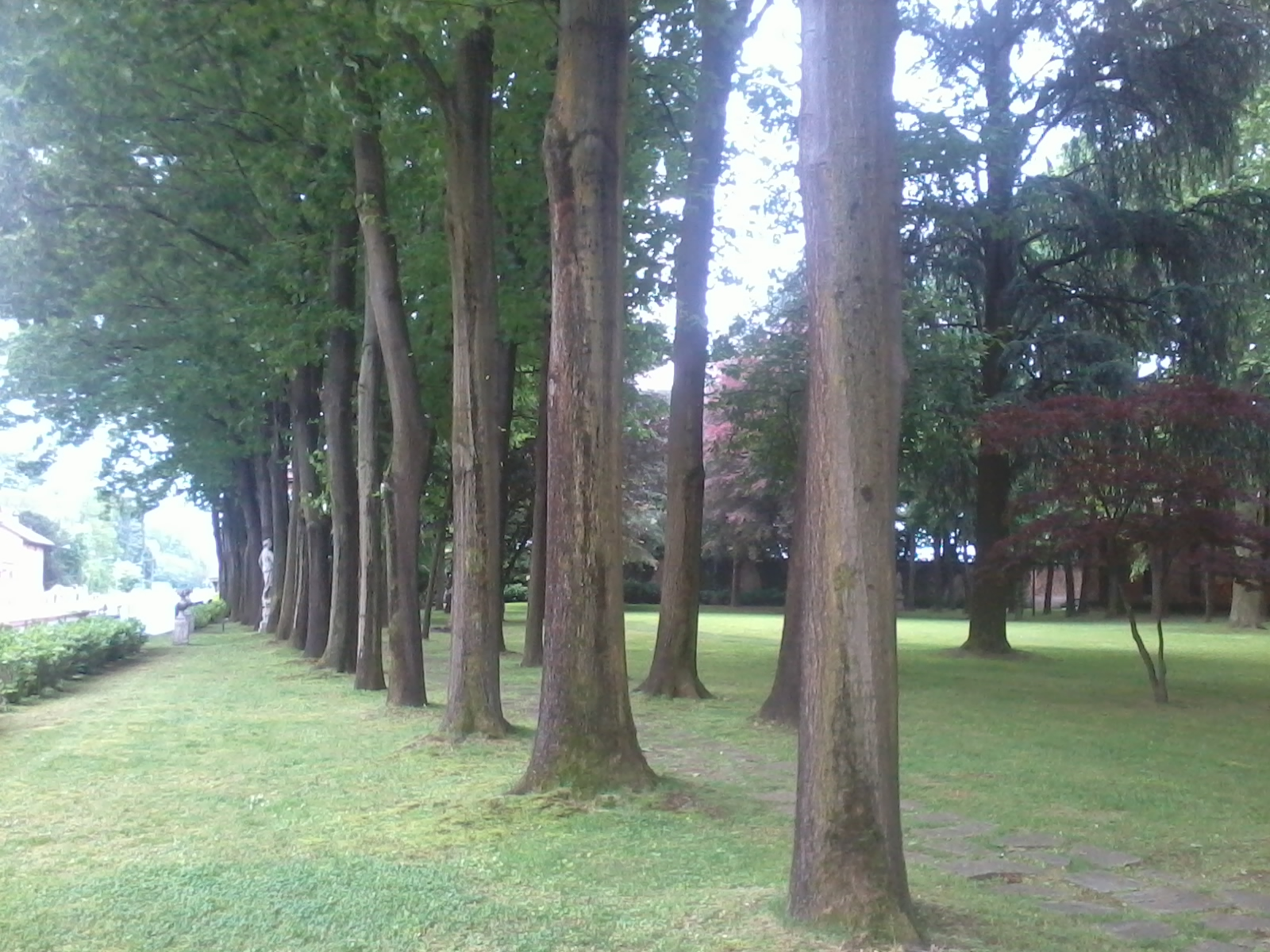
Il parco di Villa Gaia

La facciata verso la strada conserva parte dell'originaria struttura in cotto con inserti di archi e finestre ora murati. La facciata verso il Naviglio, preceduta da uno spalto e da una bella balaustra settecentesca, presenta decori pittorici che richiamano illusorie cornici alle finestre ed alle porte; tre balconcini in ferro battuto inquadrano l'ordine superiore.
Accanto, la scalinata dell'imbarcadero attraverso il quale i signori giungevano dal Naviglio e quindi da Milano. Il cortile principale, porticato su tre lati, è adorno di affreschi del Cinquecento. Gli ambienti interni hanno arredi ed ornati dal Rinascimento al Settecento. Nelle sale rivolte verso il Naviglio sono interessanti i soffitti lignei a cassettoni. Lo scalone, in origine una rampa per cavalli, fu trasformato una prima volta nel 1760, raggiungendo in seguito le forme attuali di scalone d'onore sul modello consono al XVIII secolo. Tra le altre sale meritano menzione quella con decori in grisaille attribuiti ad Andrea Appiani e lo studio in stile barocchetto.

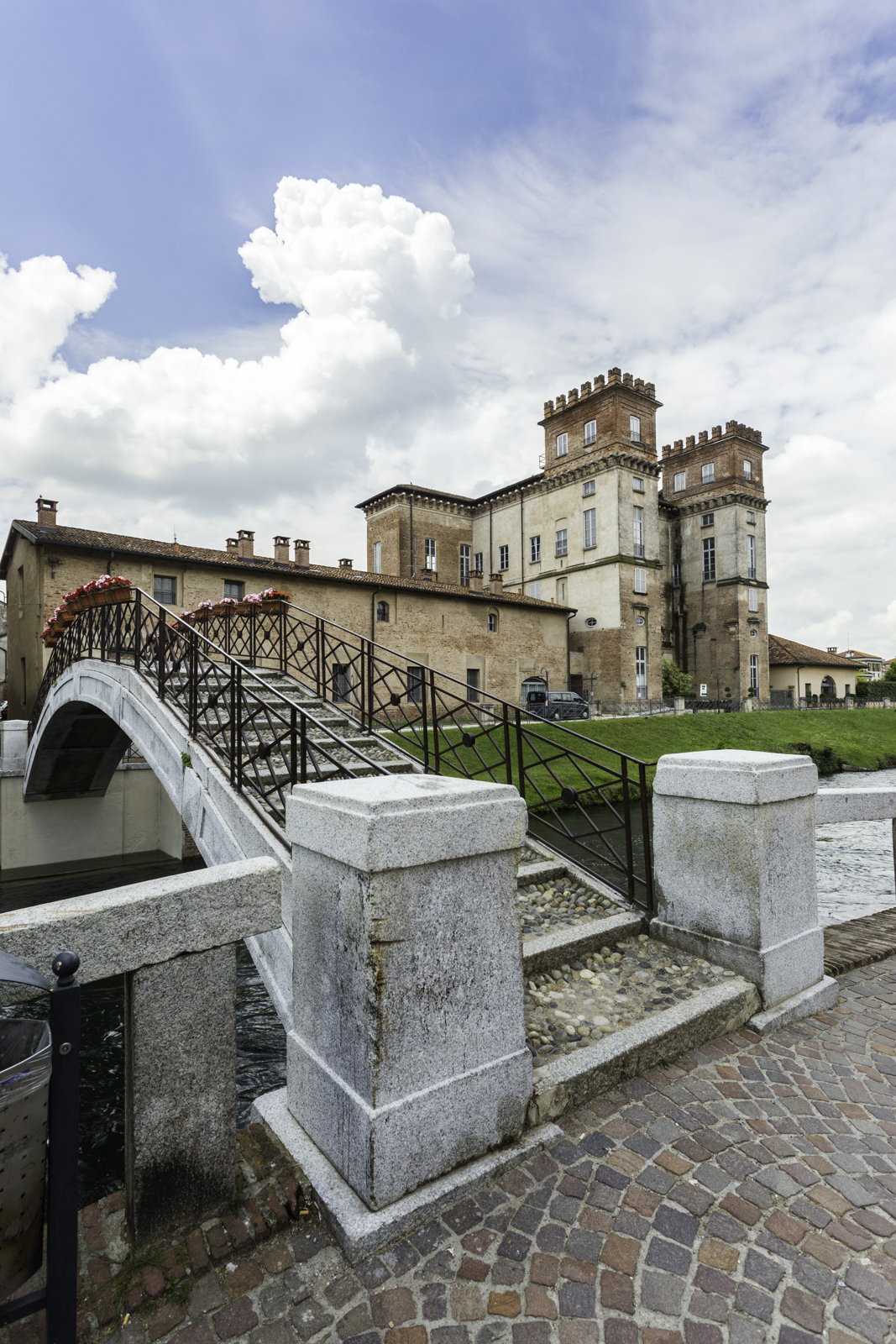
Ponte degli scalini e Palazzo Archinto

#### Palazzo Archinto

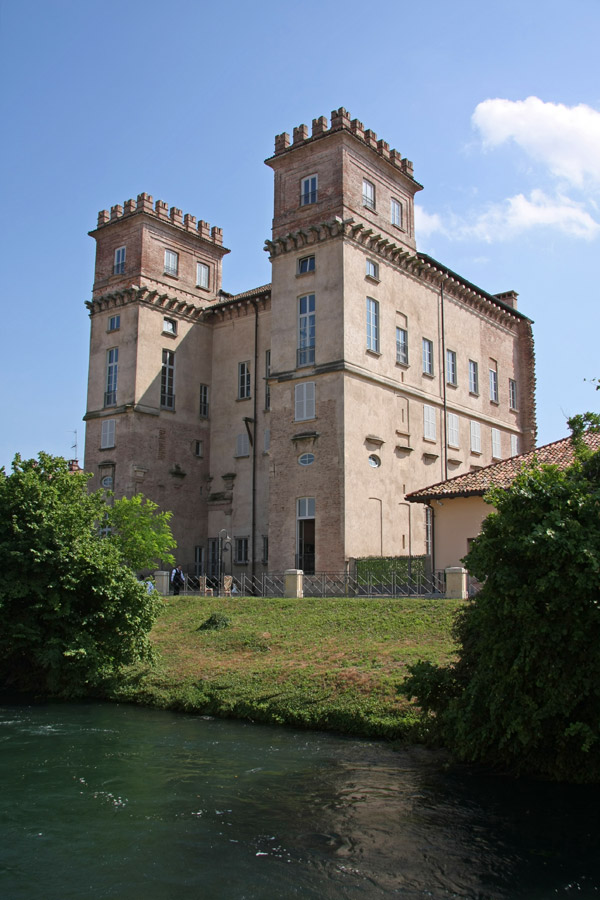
Palazzo Archinto

Spesso identificato con il nome di Castello, il palazzo prospetta di fronte al portone di Villa Gandini ma non ha alcun legame con costruzioni risalenti all'epoca medievale. Esso fu il sogno irrealizzato del nobile senatore Filippo Archinto, marchese di Parona (nonché fratello dell'arcivescovo di Milano, il cardinale Giuseppe Archinto e padre dell'arcade Carlo Archinto), cui certamente non mancavano i desideri di grandezza, ma che morì prima di vedere completato il progetto nel 1712, seguito poco dopo dal fratello. Il figlio Carlo, gravato dai debiti del padre, interruppe i lavori e lasciò il palazzo incompiuto.
Oggi infatti solo le incisioni di Marc'Antonio Dal Re (1726) possono documentare l'ardita costruzione, iniziata a cavallo tra il XVII ed il XVIII secolo su disegni di Carlo Federico Pietrasanta: doveva essere un complesso di quattro grandi palazzi, con un nucleo centrale elevato di cinque piani e quattro ali laterali uncinate della medesima altezza (le due rivolte verso il Naviglio erano concluse da quattro torri merlate); verso il paese una grande esedra avrebbe dovuto accogliere le carrozze, verso il Naviglio due pontili, di cui uno coperto, i barconi provenienti dalla città.
Di tutto ciò rimane oggi solo il blocco terminale di una delle quattro ali, con le due torri merlate, restaurato dal 2003 con una grandiosa opera che ha riportato la costruzione alla grandezza pensata dal suo progettista. Attualmente il palazzo ospita la biblioteca comunale, il locale Museo del Naviglio Grande ed alcuni appartamenti di prestigio.

#### Villa Gromo di Ternengo
Affacciata lungo via Matteotti, fra la Chiesa Parrocchiale di San Giovanni Battista e Villa Gaia, la villa sorse forse nel Cinquecento sulle rovine dell'antico castello cittadino e fu rifatta nel 1679 per merito della famiglia Gromo di Ternengo.
La campitura centrale della facciata, preceduta da un lungo cortile d'invito, è aperta da un lungo portico a tre archi su colonne binate; sopra il piano nobile è un attico raccordato da triangoli mistilinei. L'atrio del corpo nobile, affrescato, funge da ambiente passante verso il retrostante giardino che, sulla sinistra, giunge al Naviglio Grande con il singolare edificio della Sirenella (visibile dall'alzaia), un padiglione su quattro pilastri adibito ad imbarcadero.
Il giardino rappresenta indubbiamente uno degli elementi di maggior rilievo della villa in quanto è costituito da una lunghezza totale di quasi 800 metri, un tempo terminante con un nicchione oggi in disuso.
Accanto alla villa, in fondo al vicolo San Francesco, è la chiesetta di San Francesco di recente restaurata.
Curioso è il fatto che nel corso dei secoli, all'estinzione dei Casati, la villa si sia tramandata sempre per via femminile, passando dapprima ai Negrotto Cambiaso di Genova, poi ai Gromo di Ternengo di Biella, giungendo sino ai Wild, attuali proprietari del complesso.

#### Villa Scotti

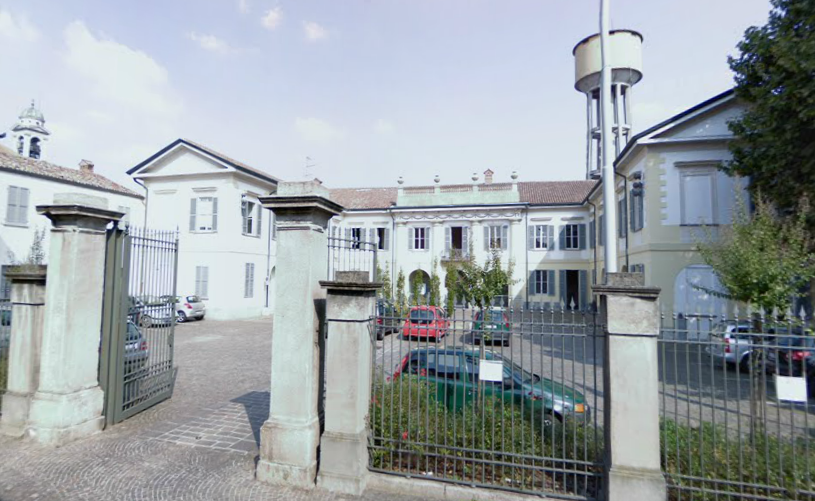
Villa Scotti vista dal cortile d'onore

Villa Scotti, venne eretta all'inizio dell'Ottocento come residenza della famiglia Scotti, una ricca casata di apicoltori robecchesi, i quali ne affidarono il progetto ad un allievo di Giuseppe Piermarini, il quale prese spunto da diverse opere architettoniche del maestro, in particolare con Palazzo Saporiti di Milano che ha suggerito l'utilizzo di una facciata classicheggiante, con l'utilizzo di quattro semicolonne che danno la partitura del campo centrale a tre archi; la falsa balaustra superiore attenua il taglio orizzontale della facciata, limitata dalle due ali secondo il classico schema a U.
Di notevole interesse è il corpo centrale, ove le sale di rappresentanza conservano ancora una decorazione semplice ma raffinata di pieno gusto napoleonico come nel salone principale del piano nobile, ornato di colonne a trompe-l'œil su sfondo ocra, oltre alle insegne imperiali sulle porte. Altrove si sono conservati damascati originali alle pareti e pitture di angeli e putti sui soffitti, che contribuiscono a rendere l'ambiente luminoso e gradevole.
La villa è attualmente sede del municipio di Robecco sul Naviglio ed è pervenuta all'amministrazione direttamente dagli eredi Scotti nella prima metà del Novecento.

#### Villa Terzaghi

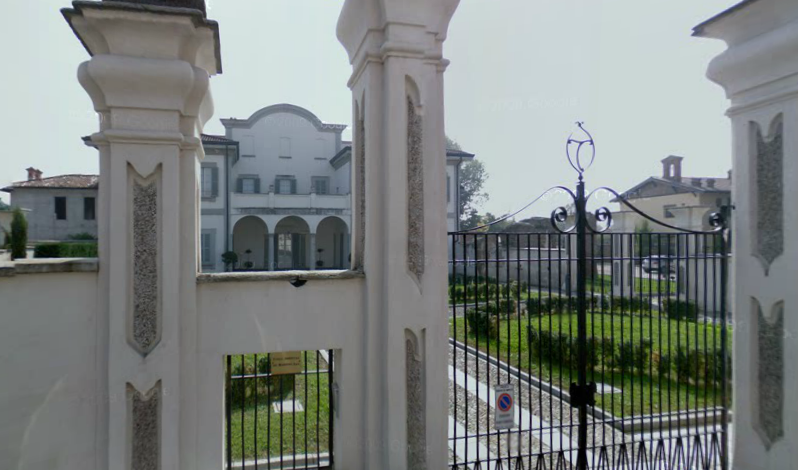
Villa Terzaghi dal fronte d'onore

Villa Terzaghi si presenta come la costruzione storica più eccentrica rispetto all'abitato (è posta lungo la strada che conduce a Casterno, ove la famiglia Terzaghi possedeva alcuni terreni) ed uno dei più begli esempi di barocchetto lombardo (seconda metà del XVIII secolo). La villa venne edificata dai nobili milanesi Terzaghi e rimase proprietà di questa augusta prosapie sino al 1882 quando, alla morte dell'ultima erede Carlotta (sorella di Luigi, IX marchese di Gorla Maggiore), la struttura venne donata all'orfanotrofio milanese delle Stelline. Nel 1986 il comune di Robecco acquistò la villa e le proprietà annesse.
Lo spazio dinanzi alla facciata è ornato da piloni sormontati da statue e pennacchi, con una suddivisione tra l'ingresso verso la casa da nobile e quello verso l'area dei cortili rustici destinati alla servitù. Il prospetto comprende l'intero corpo della villa ed è diviso in tre parti: al centro un portichetto, schermato da un frontone ricurvo, accenna quasi a trasformare in ali i due simmetrici corpi laterali. Abbinata alla casa si trova anche una piccola cappella di cui sono visibili oggi unicamente i muri perimetrali dal momento che la volta è crollata durante i bombardamenti della seconda guerra mondiale.

#### Villa Cittadini Dugnani Benini Bossi

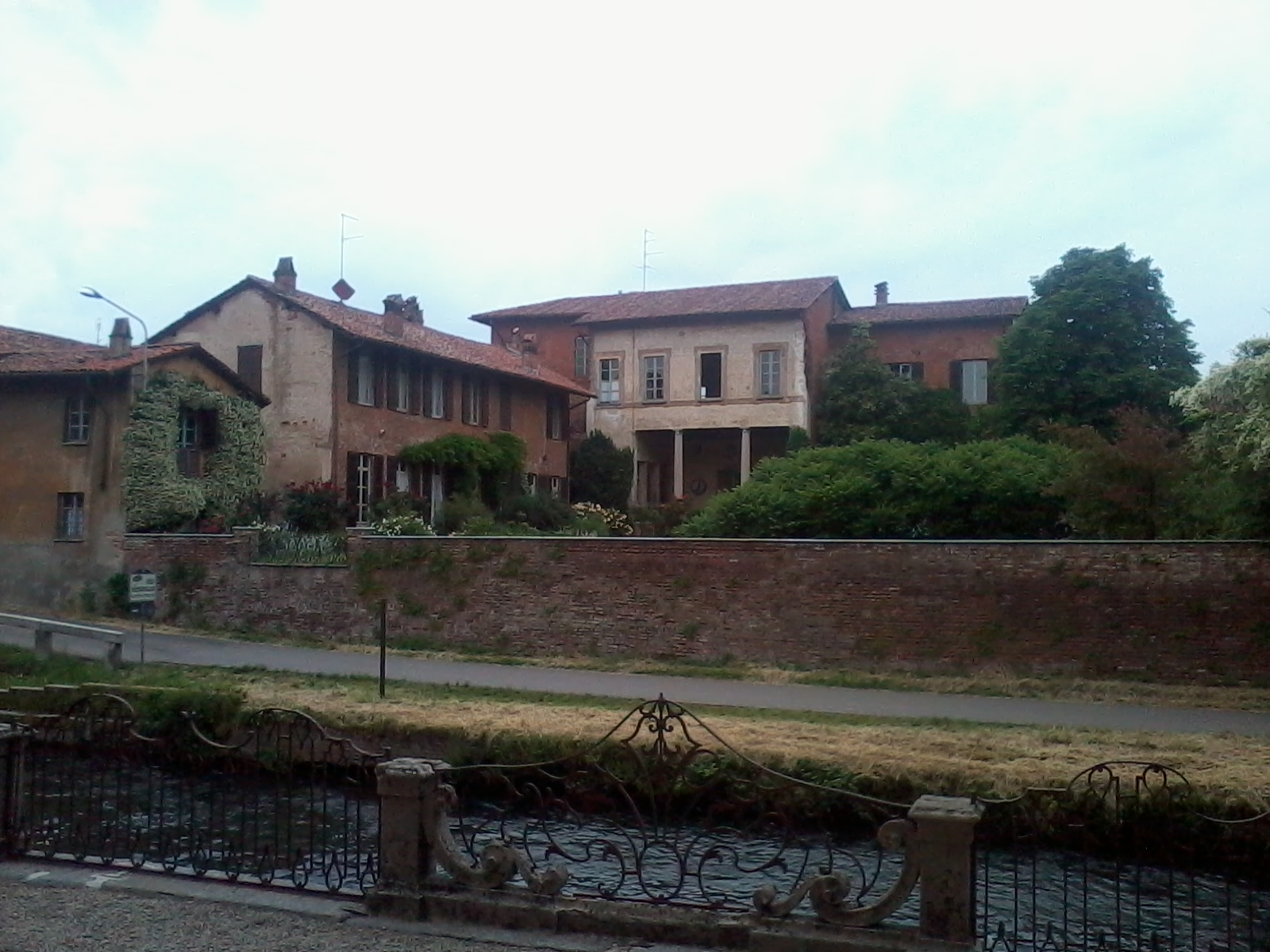
Villa Dugnani vista da Villa Gaia

Meglio conosciuta come "Villa Dugnani", la residenza si trova in parte da fabbricati rustici e dall'alto muro di cinta con funzione di terrapieno che la rende un caso singolare nelle ville del Naviglio Grande.
Il complesso risale con tutta probabilità nelle sue origini al quattrocento e sembrerebbe testimonianza meritevole di tale affermazione la facciata verso via Mazzini, che presenta infatti due finestre dalle cornici in cotto in tipico stile rinascimentale. La struttura come la si può ammirare oggi, però, venne edificata nella sua parte principale nel corso della prima metà del XVI secolo ad opera della famiglia Cittadini che si impegnò ad opere di ristrutturazione ed ampliamento successive come ad esempio la costruzione di un oratorio nel 1632, voluto da Gerolamo Cittadini e dedicato ai SS. Gerolamo e Onofrio.
Nel 1760, dal Catasto Teresiano dell'area di Robecco sul Naviglio, apprendiamo che la casa da nobile era passata in proprietà alla famiglia Dugnani che era entrata in possesso anche di molti terreni adiacenti. La villa venne quindi ceduta dal Cardinale Antonio Dugnani all'orfanotrofio femminile di Milano e quindi acquistata dalla famiglia Benini-Bossi.
La struttura della villa è interamente in mattoni a vista ad eccezione di un gustoso porticato seicentesco con vista sul Naviglio che consente anche di accedere all'area rialzata del giardino.

#### Villa Sironi Marelli
Villa Sironi Marelli è un altro incompiuto ed ambizioso progetto di residenza signorile iniziato verso la metà dell'Ottocento da Giacomo Bordini, amministratore della nobile famiglia Litta di Milano, il quale acquistò il bene da Marianna, vedova del conte Confalonieri, nel 1849. Il complesso sorgeva su una precedente costruzione del XVIII secolo eretta dalla famiglia Crivelli della quale, intatta, rimane ad oggi la facciata lungo il Naviglio, di stile neoclassico e con un finto bugnato dipinto. La villa, rimasta incompleta per la morte del Bordini, venne venduta nel 1871 alla famiglia Sironi.
La scarsa disponibilità finanziaria limitò l'intervento ai soli giardini che, a loro modo, testimoniano l'eccentricità del personaggio. Il progetto si fa risalire a Giuseppe Balzaretto per le affinità del progetto robecchese con quello presentato da quest'ultimo per i Giardini Pubblici di Milano. Attorno al laghetto centrale, si trovano cippi, decorazioni e statue (tra cui una Minerva), un gruppo di putti, un sarcofago romano originale, capitelli e cippi ed il cenotafio della madre del Bordini, che in passato sono state attribuite, senza alcuna conferma documentaria, al noto scultore Vincenzo Vela. Interessante è anche la scuderia di stile moresco risalente al Settecento, coperta da cupolette rettangolari sorrette da volte ad arco con colonne, decorata da abbeveratoi in pietra calcarea bianca e balaustre in ferro battuto, restaurata poi dal tenente generale Giovanni Sironi che divenne proprietario del complesso alla fine del XIX secolo.

#### Villa Barbavara di Gravellona (La Bassana)
Detta anche la Bassana, la villa risale nelle sue forme attuali al XVIII secolo per quanto il progetto originario sia ascrivibile all'ultima parte del XVII secolo. Fu residenza dei marchesi Pallavicini di Persia e dei Lucerani Cernuschi; questi ultimi la vendettero nel 1900 alla famiglia dei conti Barbavara di Gravellona (da cui il nome) i quali a loro volta la cedettero nel 1920 alla famiglia Ciampanelli.
La villa sorge in posizione decentrata rispetto all'abitato, separata dalla strada e dal Naviglio Grande dalla presenza del Cavo Negri, dopo il quale si apre una cancellata trionfante, che riprende i motivi degli elementi in ferro battuto presenti nei balconi della facciata. In fondo al giardino si trova l'edificio padronale con ai lati gli annessi rustici: nella parte centrale si aprono il portico e serra, oggi chiusa. Nel vasto salone, al piano terra, vi sono sei prospettive ad affresco raffiguranti il Naviglio Grande ed alcune delle sue ville così come apparivano nel Settecento. Dal complesso era anticamente dipendente anche la cascina Bassana. Nell'Ottocento fu residenza di campagna del senatore Giovanni Barbavara di Gravellona, direttore generale delle poste sarde e poi del regno d'Italia.

### Altre strutture

#### Il ponte degli scalini
(Iscrizione d'epoca presente sulla facciata di un edificio nei pressi del ponte degli scalini)

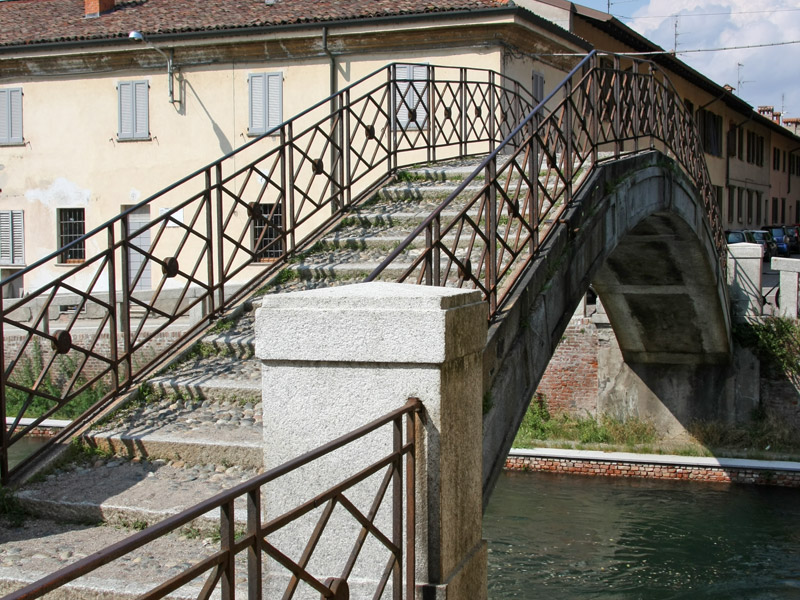
Il ponte degli scalini

Situato nel bel mezzo del centro storico, tale ponte era utilizzato anticamente per il solo passaggio pedonale e per il passeggio. Il ponte, detto degli Scalini fu gettato nel 1842 per collegare l'allora contrada di Brisa con quella di San Girolamo, sulla strada per Castellazzo de Barzi e sostituì un precedente ponte galleggiante allestito per antica consuetudine nel giorno della festa patronale di San Giovanni Battista, per consentire il passaggio della processione. Il ponte fu inizialmente dedicato a Francesco Giuseppe I d'Asburgo e in seguito, dopo l'indipendenza dall'Austria, a Vittorio Emanuele II. I fondi per la sua costruzione vennero dal lascito testamentario del Cardinale Antonio Dugnani: "Lascio alla Comunità di Robecco lire milanesi quattromila quando si facesse il ponte di comunicazione colla strada che va a Castellazzo, e ciò ad opre compiuta; intendo però lasciare questo legato per un più comodo e libero mezzo di portare il Santissimo Viatico agli infermi dell'altra sponda particolarmente cari però se entro dieci anni non avesse luogo tale ponte secondo me importantissimo, allora passerà all'Orfanotrofio od i San Pietro in Gessate, o dove si troverà il suddetto legato, pel mantenimento di un orfano onde possa essere mantenuto del frutto di tale legato. Se occorresse di più si darà compimento".

## Società

### Evoluzione demografica
Abitanti censiti

### Etnie e minoranze straniere
Secondo i dati ISTAT al 1º gennaio 2019 la popolazione straniera residente nel comune era di 311 persone, costituenti il 4.6% della popolazione totale. Le nazionalità maggiormente rappresentate in base alla loro percentuale sul totale della popolazione residente erano:
1. Ucraina 55
2. Romania 29
3. Egitto 27

## Economia
A Robecco sul Naviglio nel 2021 risultava occupato il 94.5% dei residenti in età lavorativa.

## Cultura

### Eventi
- Ogni quarta domenica del mese (eccetto agosto): Fiera del Naviglio Grande.
- Pasquetta: Marcia dei Ciliegi in Fiore. Corsa podistica nella vallata e nei boschi del Ticino.
- 1º maggio: Fiera di San Maiolo - agricoltura e bestiame.
- Primo fine settimana di luglio "Festa del Gerusco" - festa della birra organizzata da giovani del paese in collaborazione con la Pro-Loco
- Prima domenica di settembre: Festa patronale di San Giovanni Battista - processione e manifestazioni folcloristiche.
- Seconda domenica di settembre: Festa de la Sucia - sagra paesana in occasione del prosciugamento del Naviglio con degustazione di prodotti tipici.
- Seconda domenica di ottobre: Festa della Priàa - mostre e manifestazioni folcloristiche
- 24 dicembre: Presepio galleggiante nel naviglio

### Istruzione
Nel comune sono presenti scuole di diverso ordine e grado.
Partendo dalle scuole materne private ed elementari pubbliche, è possibile giungere fino al termine dell'istruzione media inferiore pubblica.

### Media
A Robecco ha operato dalla metà degli anni '80 fino all'agosto 1990 (entrata in vigore della legge Mammì, L. 223/1990) Radio GPM, una stazione locale che trasmetteva sui 108 MHz. L'acronimo era costituito dalle iniziali dei nomi dei fondatori dell'emittente (Giordano, Pietro e Mario).
Il paese è stato protagonista di una puntata del programma televisivo In bici con Filippa condotto da Filippa Lagerbäck.

## Amministrazione
Di seguito viene riportata la serie cronologica dei sindaci del Comune di Robecco sul Naviglio dall'Unità d'Italia ad oggi.

### Sindaci durante laRepubblica Italiana
| nome             | carica  | dal                            | al                       | partito                               | anno e luogo di nascita          | anno e luogo di morte | note                                                      |
| ---------------- | ------- | ------------------------------ | ------------------------ | ------------------------------------- | -------------------------------- | --------------------- | --------------------------------------------------------- |
| ...              |         |                                |                          |                                       |                                  |                       |                                                           |
| Luigi Pastori    | sindaco | 1960                           | 1965                     | Democrazia Cristiana                  | 03-01-1926                       | 03-12-2016            | Cavaliere dell'Ordine al merito della Repubblica Italiana |
| Sandro Bertolini | sindaco | 1995                           | 1999                     | Lista Civica                          |                                  |                       |                                                           |
| Beniamino Merlo  | sindaco | 1976, 1999                     | 1995, 2004               | Democrazia Cristiana                  |                                  |                       |                                                           |
| Giuseppe Zanoni  | sindaco | 2004, 2009                     | 2009, 2014               | Lista civica di centro-destra (e PdL) | Robecco sul Naviglio, 04-05-1952 |                       |                                                           |
| Fortunata Barni  | sindaco | 26 maggio 2014, 26 maggio 2019 | 26 maggio 2019, 9 giugno | Lista civica di centro-sinistra       | Abbiategrasso, 21-01-1969        |                       |                                                           |

### Gemellaggi
- Fosses-la-Ville (il Consiglio Comunale dei Ragazzi e delle Ragazze di Robecco sul Naviglio è gemellato con il Conseil Consultatif des Jeunes della città belga)